# 西富岡駅

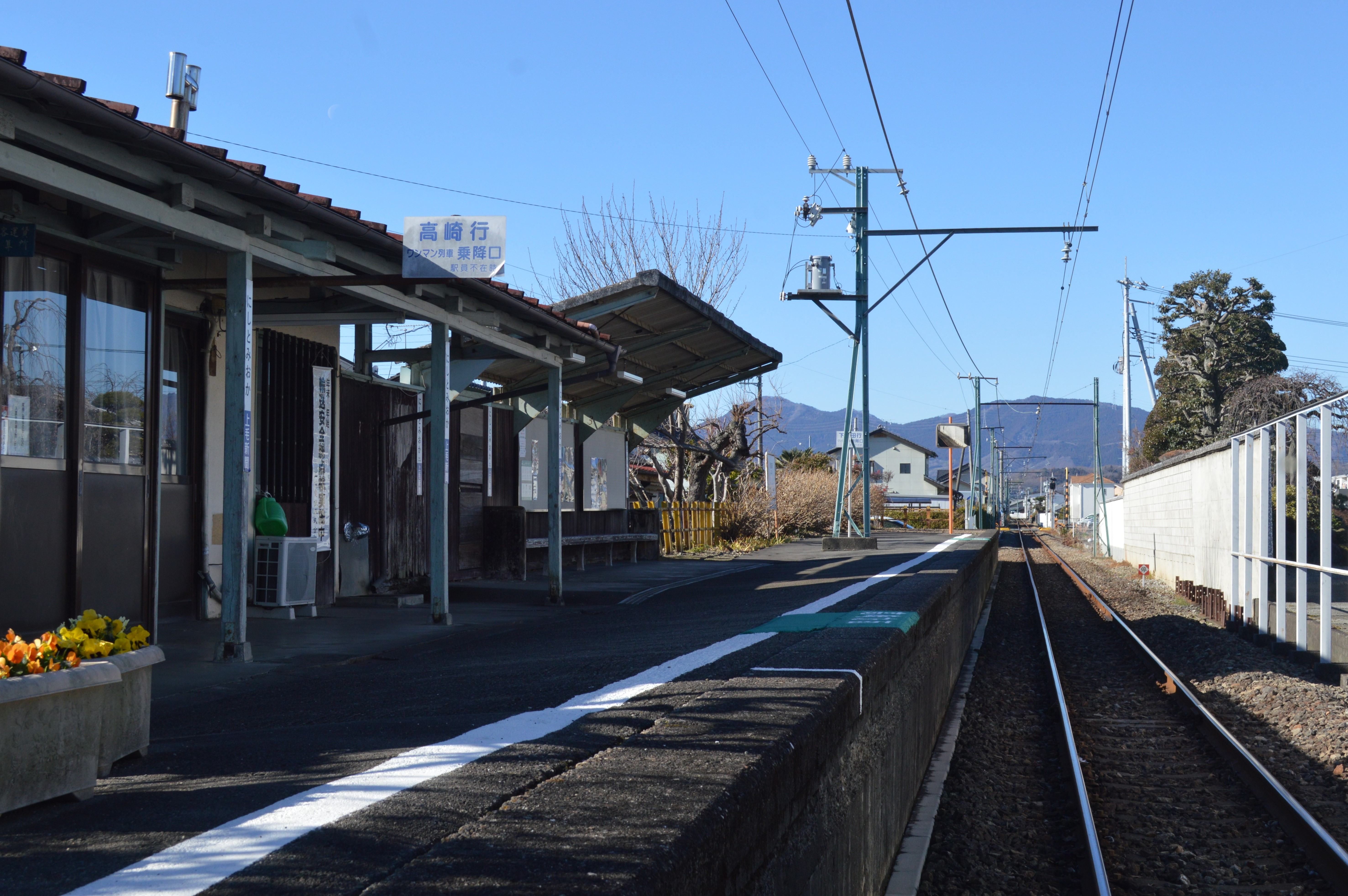
ホーム（2024年1月）

西富岡駅（にしとみおかえき）は、群馬県富岡市七日市にある上信電鉄上信線の駅。委託駅である。

## 歴史
- 1937年（昭和12年）10月15日：病院前駅として開業。
- 1951年（昭和26年）9月1日：営業休止。
- 1953年（昭和28年）1月15日：西富岡駅として営業再開。
- 1960年（昭和35年）：現在の駅舎が完成。
- 1968年（昭和43年）：委託駅となる。

## 駅構造
単式ホーム1面1線の地上駅で、木造駅舎を有する。トイレは水洗式。

## 利用状況
1日の平均乗車人員は以下の通りである。
| 年度 | 1日平均人数 |
| ---- | ----------- |
| 2007 | 176         |
| 2008 | 180         |
| 2009 | 185         |
| 2010 | 181         |
| 2011 | 181         |
| 2012 | 190         |
| 2013 | 195         |
| 2014 | 174         |
| 2015 | 175         |
| 2016 | 167         |
| 2017 | 162         |
| 2018 | 160         |
| 2019 | 153         |
| 2020 | 113         |
| 2021 | 118         |
| 2022 | 117         |

## 駅周辺
- 七日市病院
- 富岡七日市郵便局
- 日本中央交通富岡営業所（高速バスシルクライナーのりば）
- 国道254号
- 群馬県道218号中野谷富岡線

## 隣の駅
上信電鉄
■上信線
上州富岡駅 - 西富岡駅 - 上州七日市駅